# Retfærdighedens Ryttere
Retfærdighedens Ryttere (también conocida como Jinetes de la justicia o Justicieros) es una película de comedia y acción dirigida y escrita por Anders Thomas Jensen. La película se estrenó en Dinamarca el 19 de noviembre de 2020 y recibió reseñas positivas de parte la crítica.

## Argumento
Mathilde pierde a su madre en un accidente de tren y su padre, Markus, soldado en Afganistán, regresa a casa para cuidar de su hija pequeña. A Mathilde y Markus les cuesta asimilar la tragedia, lo que genera tensión en su relación, y Markus rechaza la terapia. Un hombre llamado Otto (que viajaba en el mismo tren que su esposa) se acerca a Markus y le informa que el accidente no fue accidental, sino un asesinato para eliminar a un testigo clave que iba a declarar contra el líder de la banda de motociclistas "Jinetes de la Justicia".
Con la ayuda de los amigos hackers de Otto , Lennart y Emmenthaler, el grupo identifica a un hombre sospechoso que bajó del tren segundos antes del accidente como el hermano del líder de los Jinetes de la Justicia. El grupo acude a su casa con la intención de interrogarlo para obtener información sobre el accidente, pero Markus pierde el control cuando el hombre los amenaza con una pistola y, en un ataque de ira, lo mata. Lennart se deshace de las pruebas y se encuentra con un joven ucraniano atado llamado Bodashka. Los Jinetes interrogan a Bodashka para obtener información, lo que les lleva a identificar a Emmenthaler.
Los Riders intentan dispararles desde un coche, pero Markus logra matar a los atacantes y rescatar a Bodashka. Mathilde ve a Markus y a los tres hackers hablando, pero Lennart miente y explica que en realidad son un grupo de terapia que intenta ayudar a Markus con su trauma. El grupo ataca entonces una reunión de los Riders, matando a varios de ellos.
Mientras el grupo prepara otro ataque contra los Jinetes de la Justicia, Bodashka explica que el hombre sospechoso no estaba en el tren; Lennart y Otto habían convencido a Emmenthaler de aceptar un resultado de reconocimiento facial menos preciso, y que el sospechoso era en realidad un turista egipcio, lo que significa que su cruzada contra los Jinetes de la Justicia fue un error y que las pruebas en las que se basaron fueron una simple coincidencia. Markus, al enterarse de esto, se derrumba de ira y frustración, y finalmente deja de lado su fachada de piedra y llora.
Al día siguiente, los Jinetes siguen pistas en las redes sociales del novio de Mathilde y atacan al grupo en casa de Markus. Varios del grupo resultan heridos y, mientras Markus mata a varios, Mathilde es tomada como rehén, y Markus se rinde. Sin embargo, Otto, Lennart y Emmenthaler, usando el entrenamiento con armas que Markus les había dado previamente, aparecen y matan a los Jinetes, salvando a Markus, Mathilde y a su novio.
Unos meses después, en Navidad, todo el grupo se reúne para celebrar y abrir los regalos, y Markus y Mathilde se reconcilian.

## Reparto
- Mads Mikkelsen como Marcus Hansen
- Andrea Heick Gadeberg como Mathilde Hansen
- Nikolaj Lie Kaas como Otto Hoffmann
- Lars Brygmann como Lennart
- Nicolas Bro como Emmenthaler
- Gustav Lindh como Bodashka
- Roland Møller como Kurt
- Albert Rudbeck Lindhardt como Sirius
- Anne Birgitte Lind como Emma Hansen
- Omar Shargawi como Palle Olesen / Aharon Nahas Shadid
- Jacob Lohmann como Kenneth
- Henrik Noël Olesen como Noah
- Gustav Dyekjær Giese como Adrian

## Recepción
Retfærdighedens Ryttere recibió reseñas generalmente positivas de parte de la crítica y de la audiencia. En el sitio web especializado Rotten Tomatoes, la película posee una aprobación de 96%, basada en 136 reseñas, con una calificación de 8.0/10 y un consenso crítico que dice: «Un thriller de venganza de humor oscuro con una profundidad satisfactoria y una pizca de peculiaridad sabrosa, Riders of Justice presenta otro caso convincente para Mads Mikkelsen como protagonista polivalente.», mientras que de parte de la audiencia tiene una aprobación de 89%, basada en más de 500 votos, con una calificación de 4.1/5.
El sitio web Metacritic le dio a la película una puntuación de 81 de 100, basada en 25 reseñas, indicando "aclamación universal". En el sitio IMDb los usuarios le asignaron una calificación de 7.5/10, sobre la base de 51 076 votos, mientras que en la página web FilmAffinity la cinta tiene una calificación de 7.0/10, basada en 7020 votos.